# Bienkotetrix tibetana
Bienkotetrix tibetana is een rechtvleugelig insect uit de familie doornsprinkhanen (Tetrigidae). De wetenschappelijke naam van deze soort is voor het eerst geldig gepubliceerd in 1925 door Uvarov.